# Calvari (Jacopo Bassano)
Calvari és un quadre de Jacopo Bassano pintat cap a 1575 que actualment forma part de la col·lecció permanent del Museu Nacional d'Art de Catalunya; va ser adquirit pel museu el 1966.

## Anàlisi
En aquest petit quadre del Calvari, Jacopo Bassano fa servir la negror de la pedra de pissarra que serveix de suport de la pintura per ambientar una escena nocturna. Pertany a una data no llunyana el 1575, època en la qual l'artista investigava l'ús de la llum artificial, amb una dedicació particular als arguments relacionats amb la Vida i la Passió de Crist.
Aquest exercici li va proporcionar una extensa clientela, cosa que va fer que els seus notturni de format petit per a l'ús devocional privat fossin molt apreciats. Si bé van ser molts els exemplars d'aquest tipus que van circular pel mercat, són molt pocs els que es conserven amb suport de pissarra.
De format vertical, el pintor suprimeix les figures dels dos lladres per ressaltar el cos de Crist, i atorga una especial atenció al joc i el moviment de les llances i a l'escala, que omplen la foscor del buit profund. Obra refinada de factura espessa i enginyosa, pròpia d'un virtuós, posseeix tonalitats càlides (vermell i groc daurat per representar la il·luminació artificial) i taques blanques grumolloses en les figures del primer terme, cosa que ressalta la foscor de la nit. Alhora, tocs fins d'or emanen del cap de Crist i s'estenen com un feix de llum per la fusta de la Creu. Es tracta, en definitiva, d'una peça extraordinària que en les seves reduïdes dimensions enclou tota la poètica, l'audàcia i el magisteri tècnic de l'artista vènet.